# بئاتریکس فراند
بئاتریکس فراند (انگلیسی: Beatrix Farrand; ۱۹ ژوئن ۱۸۷۲ – ۲۸ فوریهٔ ۱۹۵۹) معمار منظر و معمار اهل ایالات متحده آمریکا بود.